# Uri Gordon

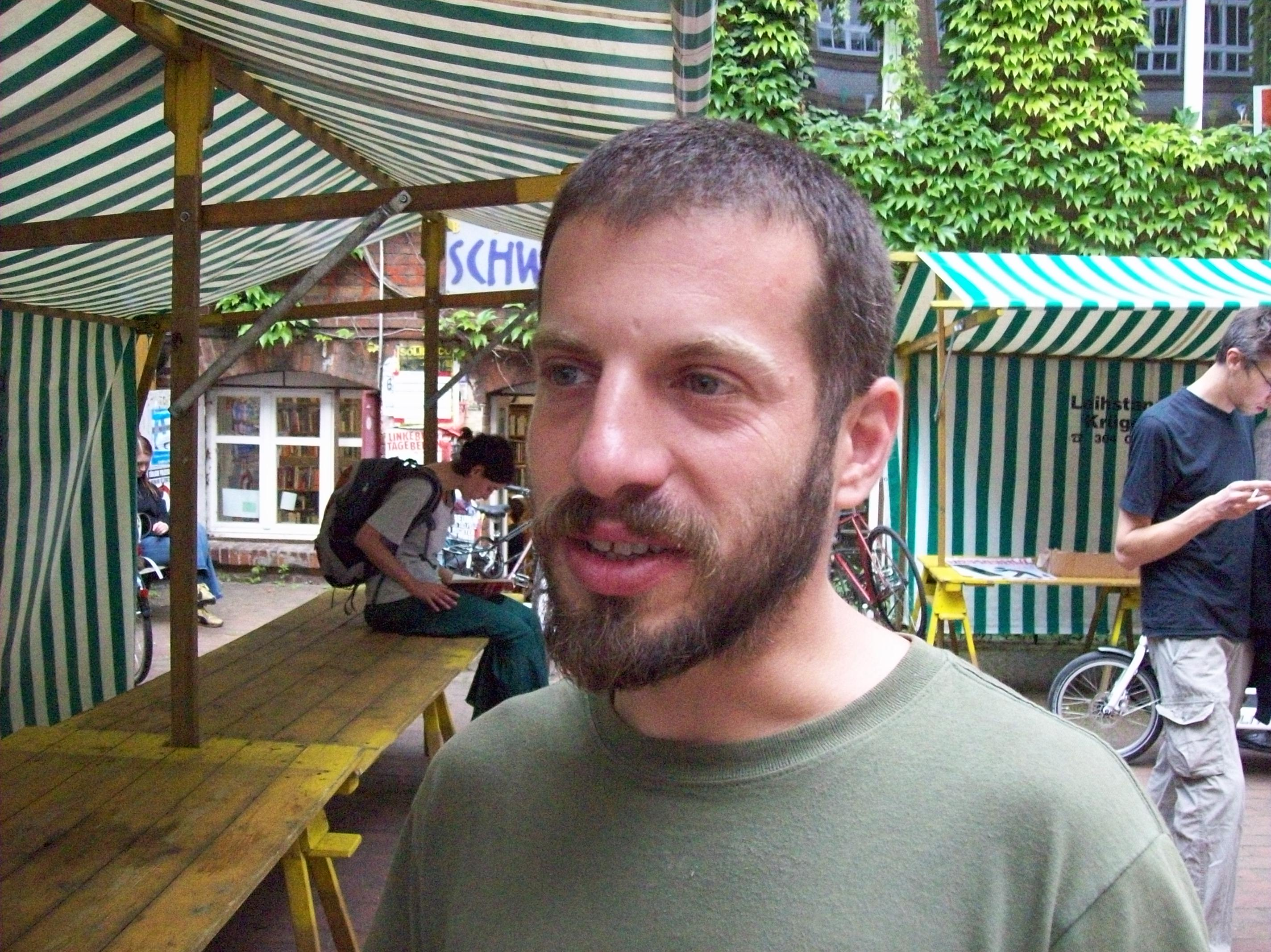
Uri Gordon 2010 in Berlin

Uri Gordon (* 30. August 1976 in Israel) ist ein anarchistischer Theoretiker und Aktivist. Er ist Dozent an der Loughborough University und lehrte zuvor am Arava Institute for Environmental Studies in Ketura, einem Kibbuz nördlich von Eilat.
Uri Gordon promovierte in Oxford über anarchistische Politik, hielt sich zu Beginn des 21. Jahrhunderts vor allem in Großbritannien und seiner Heimat Israel auf und engagierte sich an verschiedenen weiteren Orten in der globalisierungskritischen Bewegung. Er arbeitete in Netzwerken wie Indymedia, Peoples Global Action und Anarchists Against the Wall. Neben seiner Haupttätigkeit als Buchautor und Dozent hat Gordon auch in Medien wie Haaretz und der Jerusalem Post veröffentlicht.
Uri Gordon plädiert für einen neuen heterogenen, bioregionalistischen, feministischen und aktionsorientierten Graswurzelanarchismus.

## Werke auf Deutsch

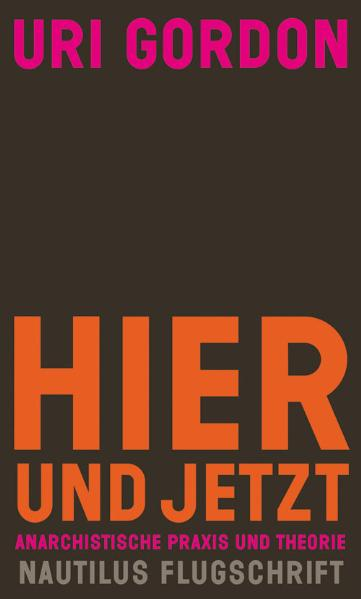
Hier und jetzt von 2010

- Hier und Jetzt. Anarchistische Praxis und Theorie. Edition Nautilus, Hamburg 2010, ISBN 978-3-89401-724-8.